# Молчат дома
Молчат дома (Куће ћуте) је белоруска пост-панк група из Минска.

## Историја
Група Молчат дома је оформљена 2017. године, када су издали први студијски албум. Прва два албума донела су им планетарно признање и поштоваоце широм света. Највише су промовисали своју музику кроз платформе као што су Јутјуб и Бандкамп. Чланови састава су Јегор Шутко, Роман Комогорцев и Павел Козлов. Певају на руском језику, једна од њихових најпознатијих песама је „Судно”, која је достигла 57 милиона прегледа на платформи Јутјуб (новембар 2024). 
На звук ове групе највише утицаја имао је руски рок 1980-их година, док у њиховим песмама влада препознатљива хладна и суморна атмосфера, чији се интроспективни текстови углавном односе на усамљеност и отуђеност.
Наступили су 2022. године на Петроварадинској тврђави у Новом Саду на музичком фестивалу Exit.

## Састав групе
- Јегор Шкутко — вокал
- Роман Комогорцев — гитара, синтисајзер, бубњеви
- Павел Козлов — бас гитара, синтисајзер

## Дискографија

### Албуми
- С крыш наших домов (2017)
- Этажи (2018)
- Монумент (2020)
- Белая полоса (2024)

### Синглови
- Коммерсанты (2017)
- Звёзды (2019)
- По краю острова (2019)
- Небеса и Ад (2020)
- Не смешно (2020)
- Дискотека (2020)
- Ответа нет (2020)
- Мёртв внутри (2021)